# Мухуру
Мухуру (енгл. Muhuru) је наводно криптид који наводно живи у џунглама Кеније. Ово створење је по изгледу слично криптидима Мбијелу-Мбијелу-Мбијелу.

## Други називи
Овај криптид је знан још као Чудовиште из Мухуру заљева (енгл. Muhuru Bay Monster).

## Опис криптида
Описује као диносаур из групе Стегосаурида. Ово биће је водоземни биљојед који настањује мочварна подручја. Величине је одраслог афричког слона. Наводи се да ово биће није агресивно. Кожа му је тамносиве боје. Низ леђима има дебеле коштане плоче, на врху репа коштани буздован (као код диносаура из групе Анкилосаурида), а према неким наводима на леђима има оклоп.

## Хронологија сусрета са овим бићем и виђења
- 1963. године мисионар Карл Бомбај и његова жена су први свједоци које су видјели Мухуруа.[1] Наводно, док су путовали аутомобилом, ово биће им је запријечило пут јер док је лежало на њему. Ово биће је било дуго 2,74 до 3,66 метара.